# Йокаку
Йокаку (яп. 羊角湾 ё:каку-ван) — закрытый залив Восточно-Китайского моря в Японии, на острове Симосима у берега Кюсю, на юго-востоке префектуры Кумамото.
Площадь залива составляет 11,28 км², ширина устья — 1,48 км; максимальная глубина — 21 м, длина — около 8 км.
Залив вдаётся в юго-западное побережье острова Симосима (острова Амакуса), сообщается с плёсом (заливом) Амакуса-Нада Восточно-Китайского моря. Самая глубокая часть залива находится у его устья. В залив впадает река Иттёда (一町田川).
Люди селились на побережье залива уже в эпоху Дзёмон. Во внутренней части залива разводят жемчуг. Развито рыболовство. В 1997 году был отменён проект осушения части залива, после того как общественность раскритиковала подобные проекты в других частях Японии. Воды залива входят в национальный парк Ундзэн-Амакуса.
В северный берег залива вдаётся бухта Сакицу длиной около 1 км, имеющая среднюю глубину 5 м. На её берегу расположена рыбацкая деревушка Сакицу. В XVI веке в этот район прибыли португальские миссионеры и многие местные жители обратились в католическую веру. В 1569 году врач-иезуит Луиш де Алмейда основал там приход. После восстания в Симабаре в 1638 году христианство в Японии было запрещено, и все жители были обязаны зарегистрироваться в местном храме. Для проверки лояльности их заставляли попирать христианские образы, проходя по ним ногами. Тем не менее, в удалённых районах вроде Йокаку некоторые христиане смогли подпольно сохранить свою веру. Они продолжали исповедовать христианство без священников, сами тайно крестили детей, а для поклонения использовали буддийские образы и морские ракушки. В 1805 году более 5000 человек из прибрежных деревень были арестованы, после того, как сёгунату стало известно, что они собираются по ночам в местном синтоистском святилище Сакицу-Сува-дзиндзя и проводят странные ритуалы. В итоге власти предпочли избежать огласки, коробка с раковинами и медальонами, найденная в святилище, была уничтожена, а провинившихся сочли «заблуждающимися» и им навсегда запретили покидать свои деревни. В 1888 году, после отмены запрета на христианство, у входа в Сакицу-Сува-дзиндзя была построена деревянная церковь. В 1934 году на месте дома деревенского старосты, где проводились церемонии попрания христианских образов, была построена каменная готическая церковь Сакицу, спроектированная Тэцугавой Ёсукэ. Её полы выстланы татами, что необычно и для японских церквей. В 2018 году деревня и церковь были включены в список объектов Всемирного наследия ЮНЕСКО как один из «объектов, связанных со скрытыми христианами в регионе Нагасаки». Неподалёку, на выдающемся в залив мысе, стоит статуя Девы Марии.
В южное побережье вдаётся бухта Каме-Ура.
ХПК воды в заливе колеблется в пределах 0,5-3,0 мг/л, концентрация фосфора не превышает 0,02 мг/л, азота — 0,4 мг/л.